# ジョン・ロウリー・ドブソン
ジョン・ロウリー・ドブソン（英語: John Lowry Dobson、1915年9月14日 - 2014年1月15日）は、アメリカ合衆国のアマチュア天文家である。
天文愛好者の間では大口径望遠鏡を安くて簡単に扱える、ドブソニアン望遠鏡の考案者として知られている。
1915年に中華民国の北京で生まれ、1927年に家族と米国サンフランシスコへ移民した。1956年から修道士を担当している間、自作の望遠鏡で天体観察を始め、“ドブソニアン”という新型望遠鏡を考案した。1968年に天体観察のために離職し、NPO団体「Sidewalk Astronomers」を立ち上げるなど、天文普及を目指していた。
2014年1月15日、カリフォルニア州で98歳で死去した。